# Volodîmîrivka, Henicesk
Volodîmîrivka (în ucraineană Володимирівка) este un sat în comuna Rivne din raionul Henicesk, regiunea Herson, Ucraina.

## Demografie
Componența lingvistică a localității Volodîmîrivka
     Ucraineană (83,1%)
     Rusă (16,9%)
Conform recensământului din 2001, majoritatea populației localității Volodîmîrivka era vorbitoare de ucraineană (83,1%), existând în minoritate și vorbitori de rusă (16,9%).